# Ruth Ben-Ghiat
Ruth Ben-Ghiat és una historiadora i crítica cultural estatunidenca. La seva producció acadèmica ha inclòs el estudi del feixisme i els dirigents autoritaris.
Nascuda als Estats Units, filla d'un pare jueu sefardita nascut a Israel i una mare escocesa, es va criar a Pacific Palisades (Califòrnia). Es va graduar en Història per UCLA i va obtenir un PhD en història comparativa per la Universitat de Brandeis. Membre de l'American Historical Association (AHA) des de 1990, és professora d'Història i Estudis italians a la Universitat de Nova York. Escriu regularment per cnn.com, L'Atlàntic i El Huffington Post.

## Obres
- Ben-Ghiat, Ruth. Fascist Modernities: Italy, 1922–1945.  Berkeley and Los Angeles: University of California Press, 2001.[6]
- Ben-Ghiat, Ruth. Italian Fascism’s Empire Cinema.  Bloomington, IN: University of Indiana Press, 2015.[7]